# Silvi Vrait
Silvi Vrait (født 28. april 1951 i Kehra, død 28. juni 2013 i Tallinn) var en estisk pop -og jazzsangerinde, som blandt andet repræsenterede Estland ved Eurovision Song Contest 1994.
Silvi Vrait besøgte indtil 1968 børnemusikskolen i faget klaver. I 1969 tog hun studentereksamen ved gymnasiet i Kehra. Indtil 1974 studerede hun engelsk og pædagogik ved Tartu Universitet. Fra 1976 til 1983 var hun beskæftiget med teater og opera ved Vanemuine Teater i Tartu. Hun var lærerinde ved det franske lykeion såvel som ved den berømte Georg-Ots-Musikskole i Tallinn.
Silvi Vraits sangkarriere begyndte 1972 med ungdomsprogrammet Kaks takti ette i det estiske fjernsyn såvel som programmet Käokava. Hun var desuden solist og sangerinde i mange ensembler fra både estiske SSR og det uafhængige Estland, herunder med Suuk (1973–75) og Fix (1975–84, 1995–2003). I 1994 deltog Vrait som den første ester ved en finale i Eurovision Song Contest. Med sangen Nagu merelaine (Som en bølge på havet) fik hun to point og en næstsidste plads før indslaget fra Litauen.
Vrait døde den 28. Juni 2013 på et sygehus i Tallinn i en alder af 62 år som følge af en hjernesvulst. Hun efterlod sønnen Silver Vrait.